# Jana (řeka)
Jana (rusky Яна, jakutsky Дьааҥы) je významná řeka v severovýchodní části Sibiře v Jakutské republice v Rusku. Její tok měří 872 km, společně s nejdelší zdrojnicí (Sartang) celkem 1492 km. Povodí má rozlohu 238 000 km².

## Průběh toku
Vzniká soutokem řek Sartang a Dulgalach, které stékají z Verchojanského pohoří. Nejprve teče na sever v široké a hluboké dolině, která se pod ústí Adyči rozšiřuje na 10 km i více a koryto se rozděluje na ramena. V místech, kde řeka protíná severní výběžky hřbetu Kular se dolina zužuje a v korytě se vyskytují říční prahy. Poté vtéká do Jansko-indigirské nížiny ve velmi členitém korytě, které se člení na množství ramen. Při ústí do Janského zálivu, který tvoří jižní okraj moře Laptěvů, vytváří deltu o rozloze 10 200 km². Jejím hlavním ramenem je Samadon, jež vytváří vlastní deltu. Vlevo se od něj odděluje rameno Pravaja. V povodí řeky se nachází přibližně 40 000 jezer.

### Přítoky
- zleva – Bytantaj a Baky
- zprava – Adyča, Oldžo a Abyrabyt

## Vodní stav
Zdrojem vody jsou sněhové a dešťové srážky. Téměř 90 % celkového ročního průtoku připadá na období od května do srpna. Rozsah kolísání úrovně hladiny činí na středním toku 9 m a na dolním toku u Kazačje 11,9 m.
Průměrný roční průtok činí u Verchojansku 150 m³/s, ve vzdálenosti 381 km od ústí 925 m³/s a v ústí 1000 m³/s. Největší průtoky jsou na jaře (2840 až 12 400 m³/s) a v létě (2300 až 13 000 m³/s). Zamrzá v říjnu, u Verchojansku promrzá až do dna na 70 až 110 dní a rozmrzá ve druhé polovině května až v první polovině června.

## Využití
Na řece je rozvinutá vodní doprava. Hlavní přístavy jsou Verchojansk, Batagaj, Usť-Kujga a v ústí námořní přístav Nižnějansk.
V povodí řeky jsou velká naleziště olova a wolframu.

## Historie
Oblast byla objevena ruskými kozáky v 1. polovině 17. století.